# Ryōjirō Furusawa
Ryōjirō Furusawa (Japans 古澤 良治郎, Furusawa Ryōjirō, Sendai, 5 september 1945 - Tokio, 12 januari 2011) was een Japanse jazzdrummer.

## Biografie
Ryōjirō Furusawa, die klassiek is geschoold (drums, piano), verhuisde op zijn achttiende naar Tokio, waar hij in 1969 als professioneel musicus aan de slag ging. Hij leidde eigen groepen, zoals het Furusawa Ryojiro Quintett (met gitarist Motonobu Ōde) en ten slotte de Ryojiro Band. Hij speelde met o.m. Yosuke Yamashita, Sadao Watanabe, Fumio Itabashi, Yuji Imamura, Shigeharu Mukai, Natsuki Tamura, Koichi Matsukaze en Peter Brötzmann (Vier Tiere, 1993) en werkte samen met de vocalisten Mikami Kan en Maki Asakawa. Tevens leidde hij de groepen Ne en Ash.

## Discografie (selectie)
- Ryōjirō Furusawa & Lee Oskar - Ano Koro (Better Days)  (Denon, 1981) met Kazumi Watanabe, Motonobu Ōde, Junichirō Ōkuchi, Tamio Kawabata
- Tamaniwa (1983)
- Ryōjirō Furusawa & Kan Mikami: Shokugyo (1987)
- Ryōjirō Furusawa & Kan Mikami: Dereki  (2007)
- Ryōjirō Furusawa & Kan Mikami: Buriki/Tin (2008)